# BMW 700
BMW 700 – seria małowymiarowych samochodów osobowych produkowana w latach 1959–1965 przez koncern BMW. Produkcja BMW 700 i jej duża sprzedaż poprawiły finanse Grupy BMW i umożliwiły przejście do produkcji tzw. BMW Neue Klasse.

## Historia modelu
BMW 700 produkowano z przeznaczeniem na rynek europejski oraz amerykański w wersjach 4-osobowej i jako kabriolet 2 + 2. Kabriolet produkowano w Stuttgarcie‚ W USA kosztował 1898 dolarów (1960). 
Silnik umieszczony był z tyłu, bagażnik z przodu.

### Rynek europejski
| Data | Wersja                               |
| ---- | ------------------------------------ |
| 1959 | 700 coupe                            |
| 1961 | 700 kabriolet                        |
| 1961 | 700L sedan                           |
| 1962 | 700LS sedan                          |
| 1962 | 700LSL sedan                         |
| 1964 | 700LS coupe                          |
| 1964 | zakończenie produkcji kabrioletu     |
| 1965 | zakończenie produkcji coupe i sedana |

### Rynek amerykański
| Data | Wersja                       |
| ---- | ---------------------------- |
| 1960 | 700 coupe                    |
| 1962 | 700 sedan                    |
| 1962 | 700LSL sedan                 |
| 1962 | zakończenie produkcji coupe  |
| 1963 | zakończenie produkcji sedana |

## Dane techniczne

### Silnik
- Silnik spalinowy o przeciwsobnych cylindrach (bokser)0,7 l (697 cm³), 2 zawory na cylinder, OHV, chłodzony powietrzem
- Układ zasilania: gaźnik opadowy Solex 34 PCI
- Średnica cylindra × skok tłoka: 78,00 mm × 73,00 mm
- Stopień sprężania: 7,5:1
- Moc maksymalna: 30 (32) KM przy 5000 obr./min (od 1963 r.)
- Maksymalny moment obrotowy: 50 N•m przy 3400 obr./min

### Osiągi
- Przyspieszenie 0-100 km/h: 26,5 s
- Prędkość maksymalna: 120 km/h / 125 km/h coupe

W wersji 700 Sport zastosowano dwa gaźniki Solex, moc silnika zwiększyła się do 40 KM przy 5700 obr./min, moment obrotowy wzrósł do 51 Nm przy 4500 obr./min. W przednim zawieszeniu dodano drążek stabilizatora. Zmiany zaowocowały zwiększeniem maksymalnej prędkości do 135 km/h i lepszym przyspieszeniem (20 sekund do 100 km/h).